# Raatosaari (ö i Lappland, Kemi-Torneå)
Raatosaari är en ö i Finland. Den ligger i sjön Konttijärvi och i kommunen Tervola i den ekonomiska regionen  Kemi-Torneå  och landskapet Lappland, i den norra delen av landet, 700 km norr om huvudstaden Helsingfors. Öns area är 0,5 hektar och dess största längd är 130 meter i öst-västlig riktning.